# Fondmetal
Fondmetal var ett italienskt formel 1-stall som grundades 1990 genom köp av det italienska formel 1-stallet Osella. Köpare var Gabriele Rumi, ägare av bilhjulsföretaget Fondmetal SpA. År 1984 hade detta börjat tillverka lättviktshjul till Williams, Tyrrell och Ligier. Bland stallets förare märks bland annat Olivier Grouillard, Gabriele Tarquini, Andrea Chiesa och Eric van de Poele. Från år 2000 tillverkade man även motorer till Minardi. 